# Parafia Narodzenia św. Jana Chrzciciela w Przeciszowie
Parafia Narodzenia Świętego Jana Chrzciciela w Przeciszowie – parafia rzymskokatolicka w Przeciszowie należąca do dekanatu Zator archidiecezji Krakowskiej. 
Parafia liczy ponad 4 tys. wyznawców w dwóch miejscowościach: Przeciszów i Las. Według danych parafii co niedzielę praktykuje ponad 30%.
- Proboszcz: ks. Józef Szlachta (od 2020)
- Rezydent: ks. Kazimierz Myśliwiec (od 1996; proboszcz w latach 1980 – 1996).

Z Przeciszowa pochodzi biskup płocki i krakowski, Piotr Myszkowski. Z tutejszej parafii pochodzi też ks. Józef Sanak, związany z ruchem solidarnościowym.

## Historia
Osada prawdopodobnie miała księdza zakonnika od 1350 roku, mieszkał on na Nawsiu. Budynek składał się z dwóch izb, w nim też odprawiano mszę świętą.
W 1388 roku sprowadzono górali budujących kościoły i w przeciągu 5 lat zbudowali oni modrzewiowy kościół w gotyckim, nadwiślańskim stylu. Kościół ten, pw. św. Urbana, stanął w 1393 roku, za starą plebanią w olszynie. Na jego miejscu znajduje się kaplica Matki Boskiej Cudownej z 1828 roku, obecnie zrujnowana. W 1852 roku w archiwum parafialnym znajdowała się kopia dokumentu, w którym Mikołaj z Mirowa i Prusinowa Myszkowski "de data Przeciszew willa sua hereditiaria 1384" istniejącemu już tutaj kościołowi nadaje uposażenie, ale wiarygodność tego aktu zakwestionował prof. Łepkowski w latach 60. XIX wieku. W czerwcu i lipcu 1672 roku Przeciszów nawiedził "mały potop". Ulewne deszcze spowodowały, że Bachórz wylał i woda porwała świątynię. W korzeniach drzew, na roli Bartusiowej, znaleziono tylko dzwon, dla którego następnie zbudowano rusztowanie. Dzwon ten miał podobno zdolność rozpędzania burz podczas dzwonienia. Ukradli go Żarkowianie. Przeciszowianie dwukrotnie próbowali dzwon odebrać, ale nie zdołali.
Mieszkańcy Przeciszowa postanowili wybudować nowy, murowany kościół. Była to świątynia w stylu staroromańskim, z drewnianą wieżą, kryta gontami. Na patronów obrano św. Katarzynę i św. Rodzinę. Kościół stał na górce za plebanią od roku 1675 do 1821. Wtedy rozebrano go, a cegłę sprzedano. Już wcześniej, bo w 1813 roku z powodu rozpadania kościoła, rozpoczęto starania o budowę nowego. Między innymi z posłem galicyjskim pojechano do Wiednia, ale nie otrzymano zezwolenia na budowę.
W czerwcu 1816 roku podczas sumy rozszalała się wielka wichura, powstał popłoch, chłopi uciekając mocno poturbowali agronoma. Wichura uszkodziła i tak nadwerężony kościół. Konieczna była budowa nowego kościoła, na którą wreszcie otrzymano zgodę.
Budowę rozpoczęto w tym samym roku. Z zatorskiej cegielni sprowadzono 85 000 cegieł. Fundatorami byli hrabina Łucja Przyrębska z Myszkowskich (połowa sumy), hrabina Myszkowska (25% sumy) i chłopi (pozostałe 25%). W roku 1823 przeniesiono ołtarz ze starego, nieistniejącego już kościoła św. Katarzyny i św. Rodziny. Dnia 25 października 1823 r., z udziałem biskupa, nastąpiła konsekracja niedokończonej jeszcze budowli. W kwietniu 1850 r. umieszczono w świątyni obraz Matki Bożej (obecnie jest on w ołtarzu głównym), który wcześniej znajdował się w Leśniczówce. W tym też roku na roli Bartłomieja Sanaka odkopano piętnastolitrowy miedziany garniec pełen starych złotych i srebrnych monet. Ofiarował go kościołowi. Kupiono za nie od Żydów ambonę i chrzcielnicę z kościoła Dominikanów w Oświęcimiu. Zamówiono wykonanie stacji Męki Pańskiej i obraz św. Jana Chrzciciela udzielającemu Jezusowi chrztu w Jordanie u mistrza Jana Matejki Jana Stankiewicza z Oświęcimia. Odnowiono obraz Matki Bożej. Pomalowano wnętrze kościoła, sufit na niebiesko, ze złotymi gwiazdami. U mistrza stolarskiego w Krakowie zamówiono wykonanie wielkiego ołtarza z umieszczonymi w nim obrazami Matki Boskiej i św. Jana Chrzciciela oraz dwóch bocznych. Przy malowaniu kościoła zauważono pęknięcia na suficie, aby zabezpieczyć świątynię wykonano ankrowanie, z zewnątrz drenowanie, a wkoło kościoła zasadzono lipy, aby wysuszyły podłoże. Do Przeciszowa ściągało coraz więcej pielgrzymów. Postanowiono zbudować organy. Zadania podjął się ojciec Potocki ze zgromadzenia Ojców Paulinów w Częstochowie. Ukończył je w trzy lata i oddał do użytku w 1872 r. Do budowy użył cynku, ołowiu i drewna, które gromadzono przez dwa lata. W XIX wieku w kościele znajdował się również drugi ołtarz – staroniemiecki. Był on trzyczęściowy. Dwie części schowane były w zakrystii, trzecia miała swe miejsce za ołtarzem. Na wieży kościelnej znajdowały się trzy dzwony. Pierwszy z 1549 r., drugi mniejszy z 1690 r., trzeci z 1875 r. Ostatni z nich, wielkością dorównujący pierwszemu, został odlany w ołomunieckiej ludwisarni i zakupiony przez hrabinę Przyrębską. Aby Austriacy go nie zabrali, kowale przekuli na nim datę na 1775 rok. Takich starych dzwonów już nie zabierali. Dzwon jako jedyny przetrwał też II wojną światową i znajduje się w kościele do dziś.
Po wojnie odbył się gruntowny remont kościoła. Następny kilkanaście lat później, w latach 90.XX w. Wtedy też przemalowano kościół na biało-różowo. Na sklepieniu pojawiły się piękne malowidła. Odnowiono też fasadę z zewnątrz. W 1996 r. obok wejścia do świątyni wmurowano tablicę upamiętniającą ofiary II wojny światowej z Przeciszowa.

## Kapliczki i krzyże przydrożne
- Kaplica św. Jana Nepomucena, najstarsza kapliczka w Przeciszowie, obok mostu przy ulicy Krakowskiej, nad potokiem Bachórz. Pochodzi z 1680 r. To wspaniały zabytek, wewnątrz znajduje się piękna figurka św. Jana Nepomucena. Legenda głosi, że kapliczka została ufundowana przez gości weselnych, którzy przez nieuwagę znaleźli się w śmiertelnym niebezpieczeństwie utonięcia w rzece. Prosząc Boga o pomoc, przysięgli zbudowanie na pamiątkę i w podzięce ołtarzyk.
- Kaplica Matki Boskiej Cudownej na końcu ulicy Cichej. Została zbudowana w 1828 roku przez Andrzeja Sanaka. Zachorował na śmiertelną w tamtych czasach chorobę – zapalenie płuc. Gdy jego stan coraz bardziej się pogarszał zaczął prosić Matkę Boską o wyzdrowienie. Przyrzekł, że wybuduje na jej cześć kaplicę. Kaplica powstała na miejscu pierwszego kościoła w Przeciszowie pod wezwaniem św. Urbana oraz pierwszego cmentarza. Podczas budowy kapliczki nagle spod jej fundamentów zaczęła płynąć woda. Była ona cudowna, ponieważ, gdy ktoś przemył nią chore oczy, choroba znikała. Legenda głosi, że w Przeciszowie mieszkał kościelny, który miał troje lub czworo dzieci. Z kościoła było mało przychodów, a dzieciom trzeba było zapewnić jedzenie, więc lubił coś ukraść. Pewnego razu ukradł słoninę i włożył do źródełka które znajdowało się koło kapliczki. Niedługo po tym źródełko wyschło i zmieniło ujście. Studnia za kapliczką skąd wypływało źródło jest tam do dziś, lecz w zaroślach trudno ją dostrzec i jest w złym stanie. W kaplicy znajdowały się przepiękne obrazy: św. Stanisława, Matki Boskiej Częstochowskiej na skórze z 1917 roku i Matki Boskiej Cudownej. Ten ostatni znajduje się obecnie w kościele, po lewej stronie, przy ołtarzu. Obecnie w kapliczce jest mały obraz przedstawiający Matkę Boską, a nad Jej głową królów polskich. Jeszcze kilkanaście lat temu kaplica była odwiedzana przez wiernych dwa razy do roku: w maju i w sierpniu. Dawniej była ona w miejscu ruchliwym, niegdyś była tam droga, prowadząca z Nawsia do kościoła, oraz dróżka łącząca ulicę Wąską z Cichą. Obecnie stan kapliczki jest bardzo zły. Za niedługo może zostać po niej tylko gruz.
- Kaplica św. Izydora w polach za kościołem z ok. 1890 roku. Jest duża, koloru białego. Wewnątrz znajdują się trzy piękne obrazy autorstwa Stanisława Łabzy. Przedstawiają tą właśnie kapliczkę w otoczeniu rolników i aniołów, św. Tomasza i św. Izydora. Poza nimi jest tam też obraz św. Dominika Savio. Kapliczka przeszła gruntowną renowację w 1993 roku. Z powstaniem kapliczki wiąże się pewna historia. Franciszek Sanak zachorował na zapalenie płuc. Choroba ta również dotknęła jego wujka, który żarliwie modląc się do Boga wyzdrowiał. Franciszek myślał, że jeśli jego wujkowi udało się wyzdrowieć to jemu też się uda. Zbudował kapliczkę w tej intencji. Jednak choroba była silniejsza i Franciszek zmarł. Dziś kapliczka jest symbolem obfitości plonów w Przeciszowe.
- Kaplica Matki Boskiej Częstochowskiej na skrzyżowaniu ulic Podlesie i Krótkiej, pochodzi z 1923 roku. Jest to duży, biały, zadbany obiekt. Wewnątrz znajdują się piękne obrazy Matki Bożej, św. Tekli i św. Antoniego. Kapliczkę ufundowali państwo Wincenty i Tekla Parzymięso. Kiedyś postanowili oni, że wyjadą do Stanów Zjednoczonych. Zbudowali kapliczkę, aby nad ich krewnymi w Polsce czuwał Bóg i dobrze się im powodziło. W 1992 roku kapliczka przebyła renowację, pieniądze na nią przekazała rodzina Fuczków. Nad wejściem do kapliczki znajduje się łaciński napis o powstaniu i renowacji budowli.
- Kaplica Matki Boskiej przy ul. Długiej 72, powstała ok. 1860 roku. Jest niewielka, koloru białego. Kilka lat temu była odnawiana. Została zbudowana przez mieszkańca wsi o nazwisku Czuj. Był on biedny, ale dobry. Nastał taki czas, że jego dzieci zachorowały. Także połowa z jego zwierząt zdechła. Brakowało mu pieniędzy na pożywienie i lekarstwa. Postawił kapliczkę na cześć Boga, aby pomógł mu i jego rodzinie przetrwać ten ciężki okres.
- Krzyż kamienny koło budynku Urzędu Gminy.
- Krzyż drewniany przy wlocie ulicy Łowiczki Księże do ul. Krakowskiej.